# 西科斯基S-70直升機
西科斯基S-70是美国西科斯基飞机公司生产的一种中型运输/通用直升机。其原本于1970年代为美国陆军开发，并赢得竞标成为UH-60黑鹰直升機。随后UH-60发展出多种衍生型，S-70是民用版本和部分军用版本的型号。

## 出口型黑鷹型號列表
S-70衍生出了許多型號和版本，也裝備不同的設備及具有不同的能力，以滿足各種任務需求。
- S-70A-1L：沙特阿拉伯訂購的戰場救護直升機，機內能夠裝6具擔架，另外還有AN/ARC-217高頻通信系統，AN/ARN-147甚高頻全向無線電信標，於1991年訂購8架，後來再訂購8架。
- S-70A-2：原先是為德國聯邦國防軍空軍保留的編號，但後來德國聯邦國防軍空軍沒有訂購。
- S-70A-3：原先是為西班牙保留的編號，但後來沒有訂購。
- S-70A-4：原先是為瑞士保留的編號，但後來沒有訂購。
- S-70A-5：菲律賓購買黑鷹的編號，菲律賓總共訂購2架，於1984年交付。
- S-70A-6：為泰國保留的編號，後來未曾訂購。
- S-70A-7：為秘魯保留的編號，後來未曾訂購。
- S-70A-9：澳大利亚皇家空军的黑鷹編號，總共訂購了39架，用以取代UH-1直升機，於1987年10月開始交付，後期幾架由澳大利亞德哈維蘭製造。
- S-70A-10：為以色列保留的編號，但後來沒有訂購該型黑鷹。
- S-70A-11：約旦於1986年訂購的黑鷹編號，總共購買了3架。
- S-70A-12：日本航空自衛隊和海上自衛隊訂購的黑鷹型號。
- S-70A-14：汶萊訂購的政要人員運輸機，數量為2架。
- S-70A-15：為瑞典保留的編號，後來沒有訂購該型。
- S-70A-16：為維斯特蘭直升機（英语：Westland Helicopters）保留的編號。
- S-70A-17：土耳其於1988年訂購6架，後來再訂購了6架，包括2架政要人員運輸機配備於土耳其國家警察局。
- S-70A-18：南韓訂購的UH-60P。

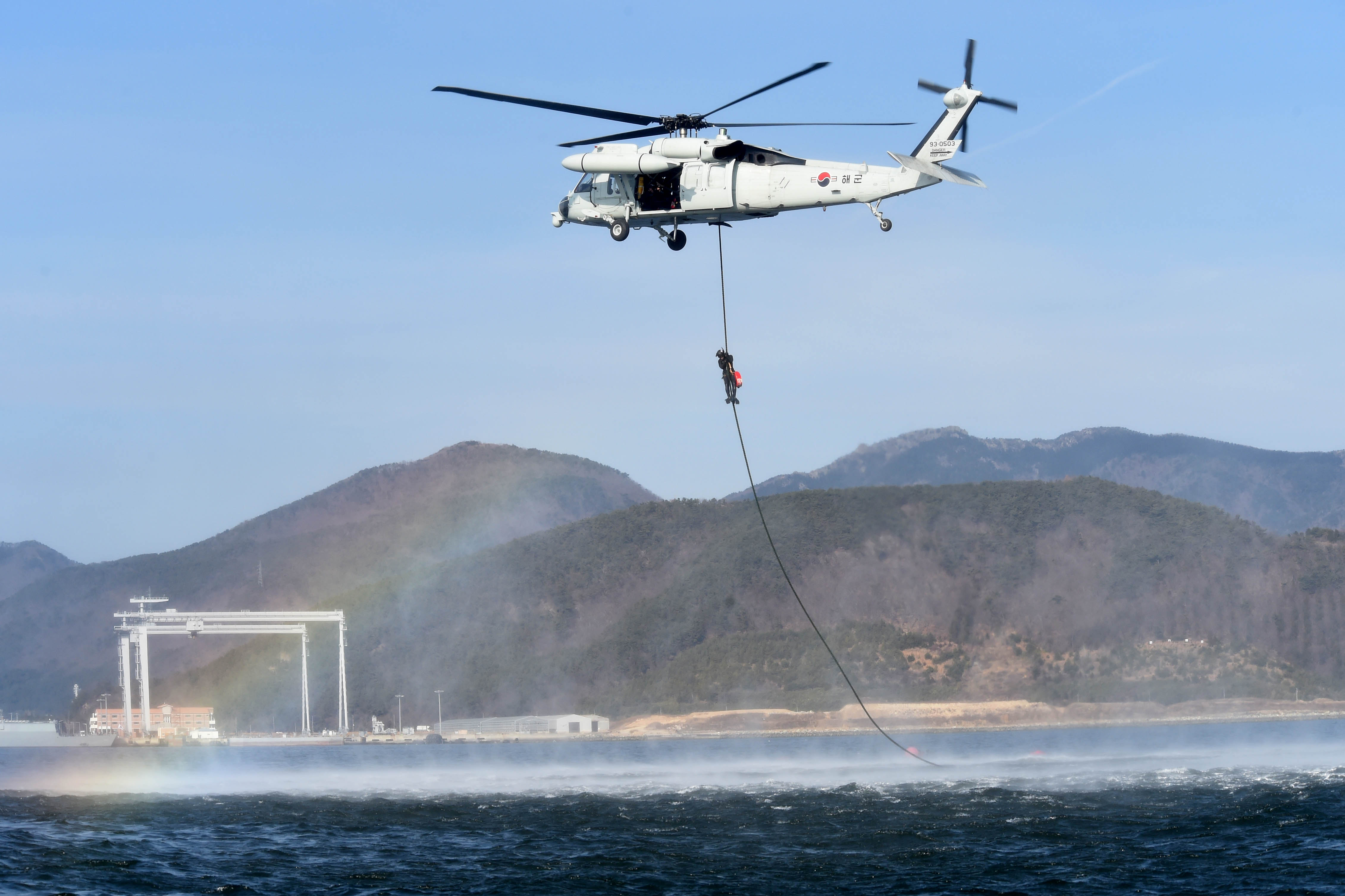
示範低空垂降救援的韓國海軍S-70A-18/UH-60P。

- S-70A-19：為英國維斯特蘭直升機（英语：Westland Helicopters）保留的編號。
- S-70A-20：為泰國保留的政要人員運輸機，但後來取消訂貨。
- S-70A-21：埃及於1990年訂購的2架政要人員運輸機。
- S-70A-22：南韓訂購的3架政要人員運輸機，西科斯基飞机公司總共製造了3架。
- S-70A-23：為阿爾及利亞保留的編號，後來沒有訂購。
- S-70A-24：墨西哥訂購的2架UH-60L，1991年交付。
- S-70A-25/26：摩洛哥皇家憲兵隊於1991年訂購2架黑鷹，裝有彩色气象雷达。
- S-70A-27：皇家香港輔助空軍於1992年3月購入2架軍規版黑鷹[1]，1994年12月增購1架，並全數轉交改組自輔助空軍的政府飛行服務隊。
- S-70A-28：土耳其於1992年12月訂購了95架黑鷹，首批4架於次年2月開始交付，隨後第二批40架交付土耳其陸軍，剩餘45架由西科斯基飞机公司和土耳其航空聯合製造，於1999年再訂購了50架。
- S-70A-29：保留編號。
- S-70A-30：阿根廷空軍訂購的1架政要人員運輸機，於1994年交付。
- S-70A-50：美国国防部透露以色列於1997年訂購了18架UH-60L，命名為和平鷹，1998年3月23日，在康乃狄克州的史特拉福機場，一架C-5運輸機運載了4架和平鷹前往以色列。
- S-70A（N）：延伸型，融合S-70A黑鷹和S-70B海鷹設計。
- S-70C-1/6：美國為中華民國空軍訂製18架的訂購編號。

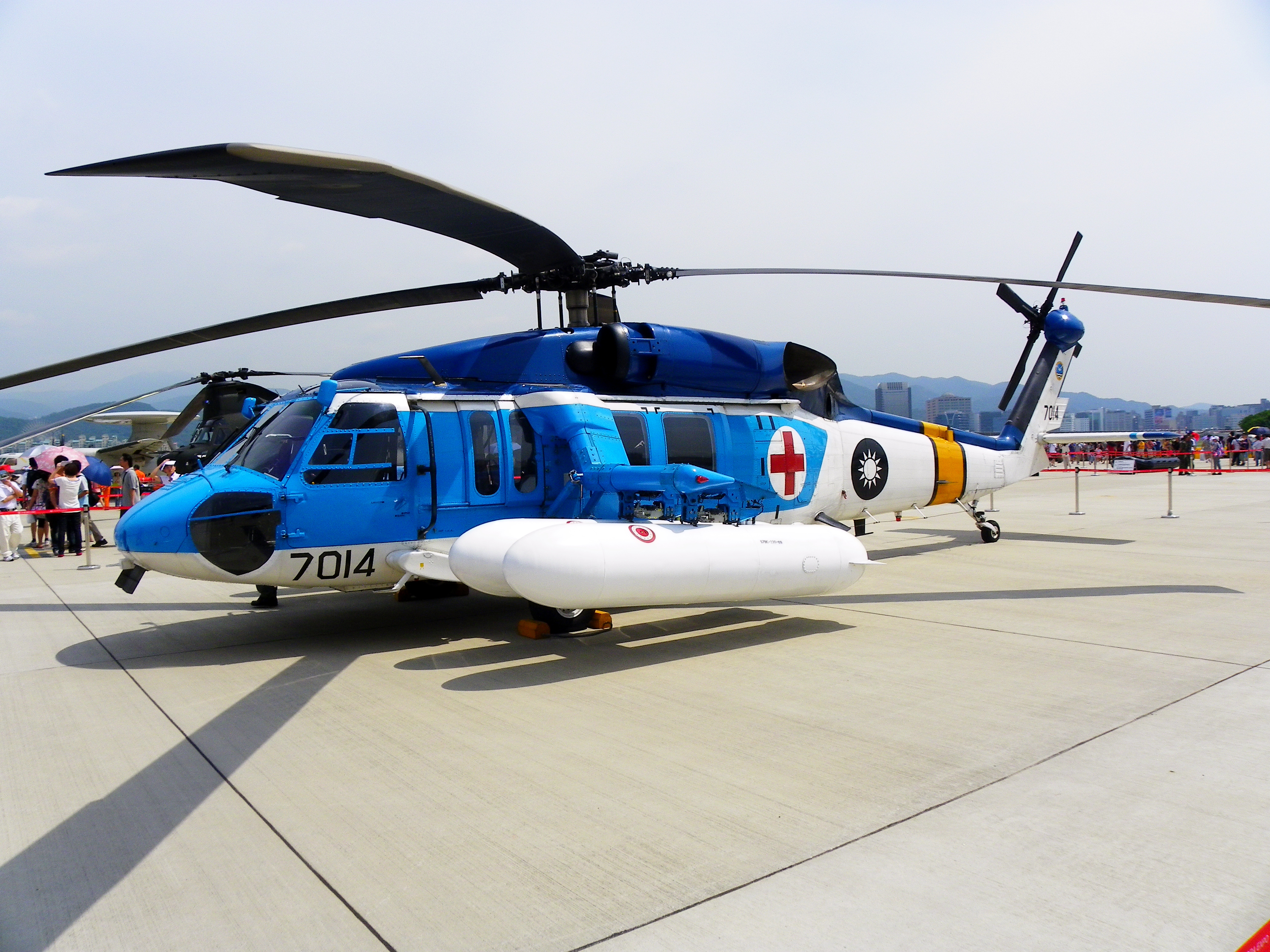
中華民國空軍S-70C-1/6。

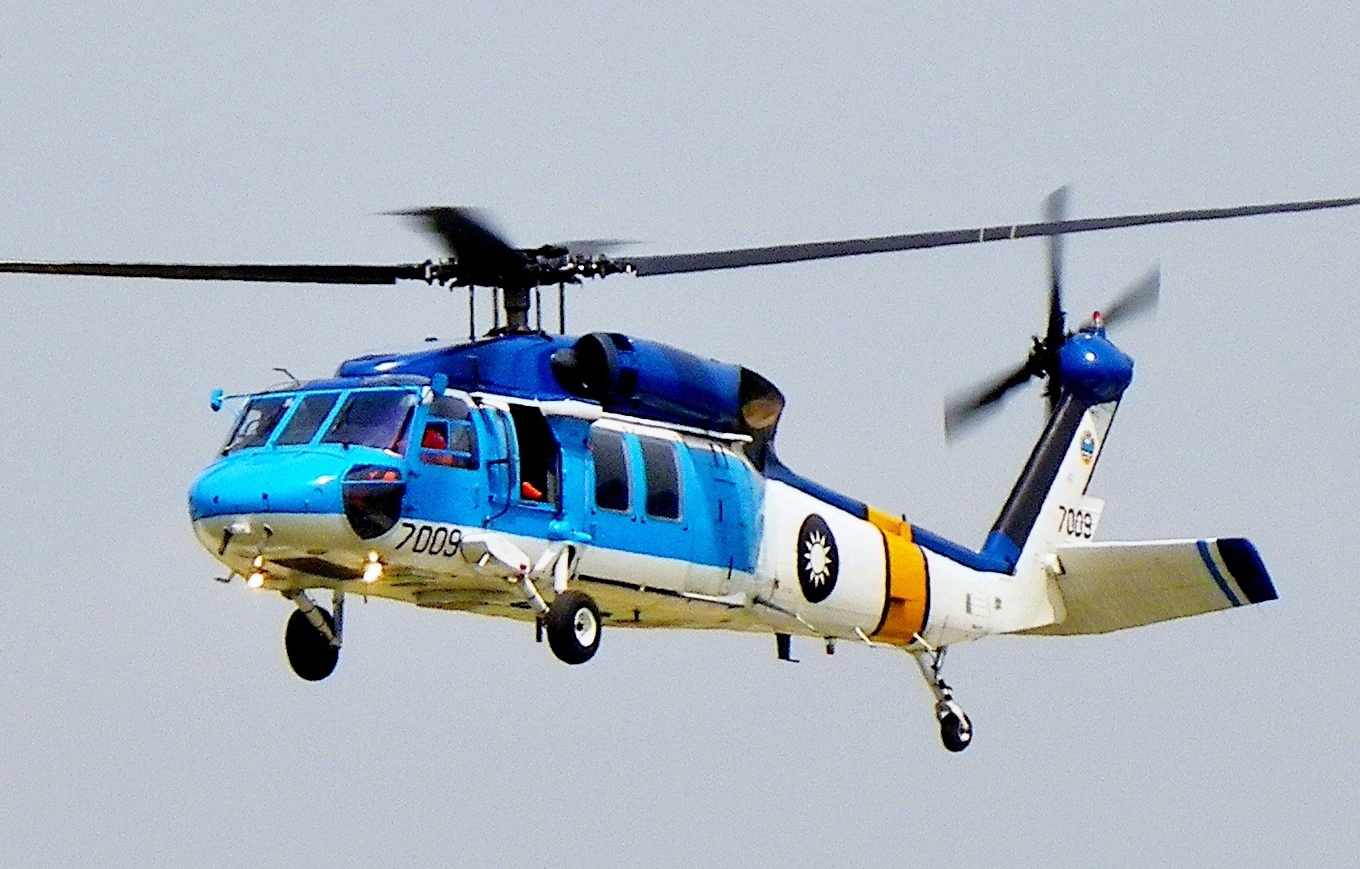
中華民國空軍S-70C-1/6。

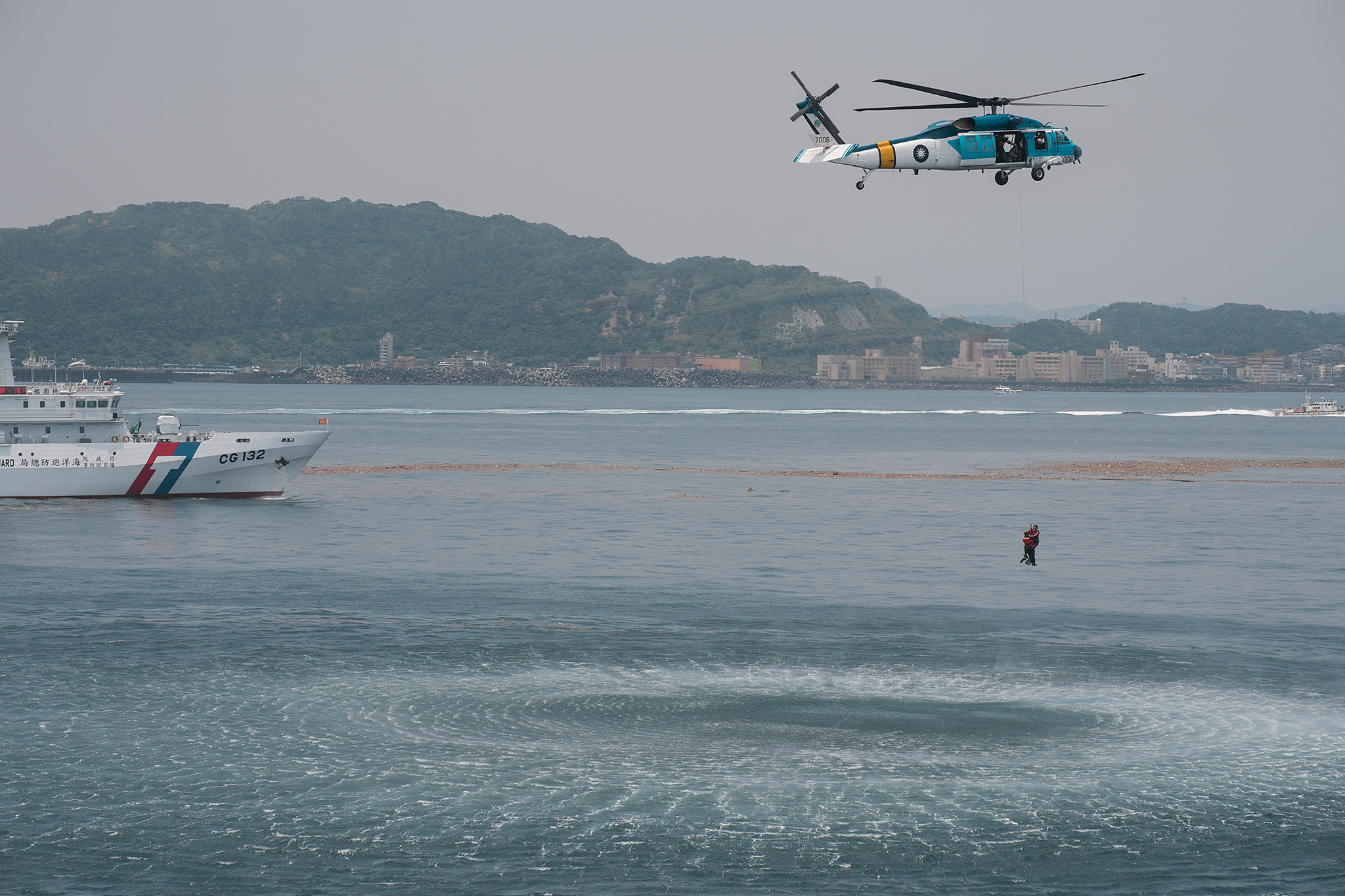
示範低空垂降救援的中華民國空軍S-70C-1/6。

- S-70C-2：美國為中華人民共和國訂製的訂購編號。
- S-70C-14：美國為汶萊訂製的訂購編號。
- S-70楓葉鷹：塞考斯基飛機公司原先為加拿大陸軍研製的通用直升機，在和奧古斯塔偉士蘭AW101灰背隼直升機的競爭中失利。
- S-70戰役鷹：在MH-60K基礎上研製，原先為澳大利亞陸軍準備，但後來澳大利亞放棄該計劃。
- S-70M：黑鷹直升機的衍生構型[2]

## 反潛型
- S-70C(M)-1/2：美國為中華民國海軍訂製21架的訂購編號。[3]

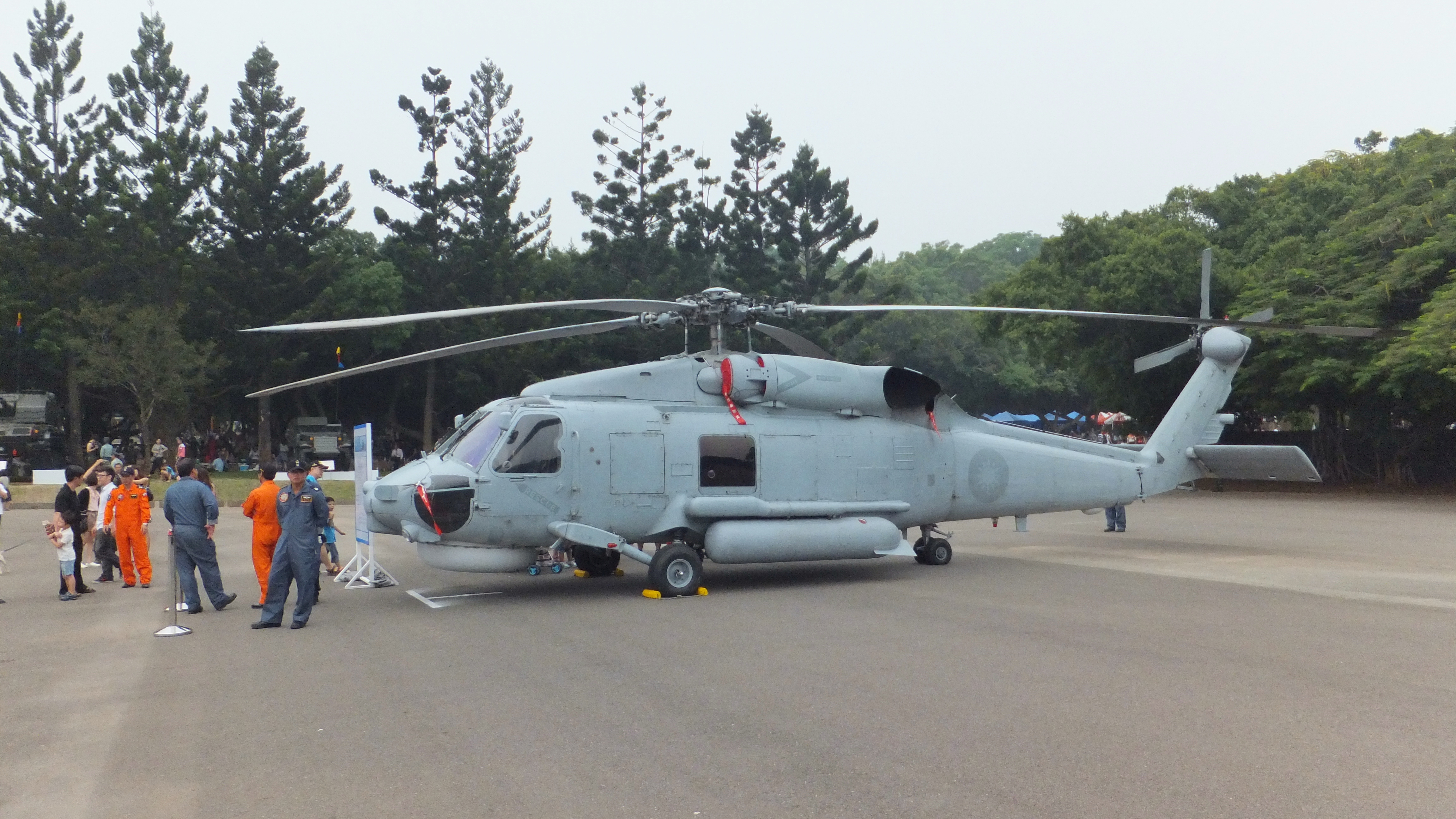
中華民國海軍S-70C(M)-1/2。

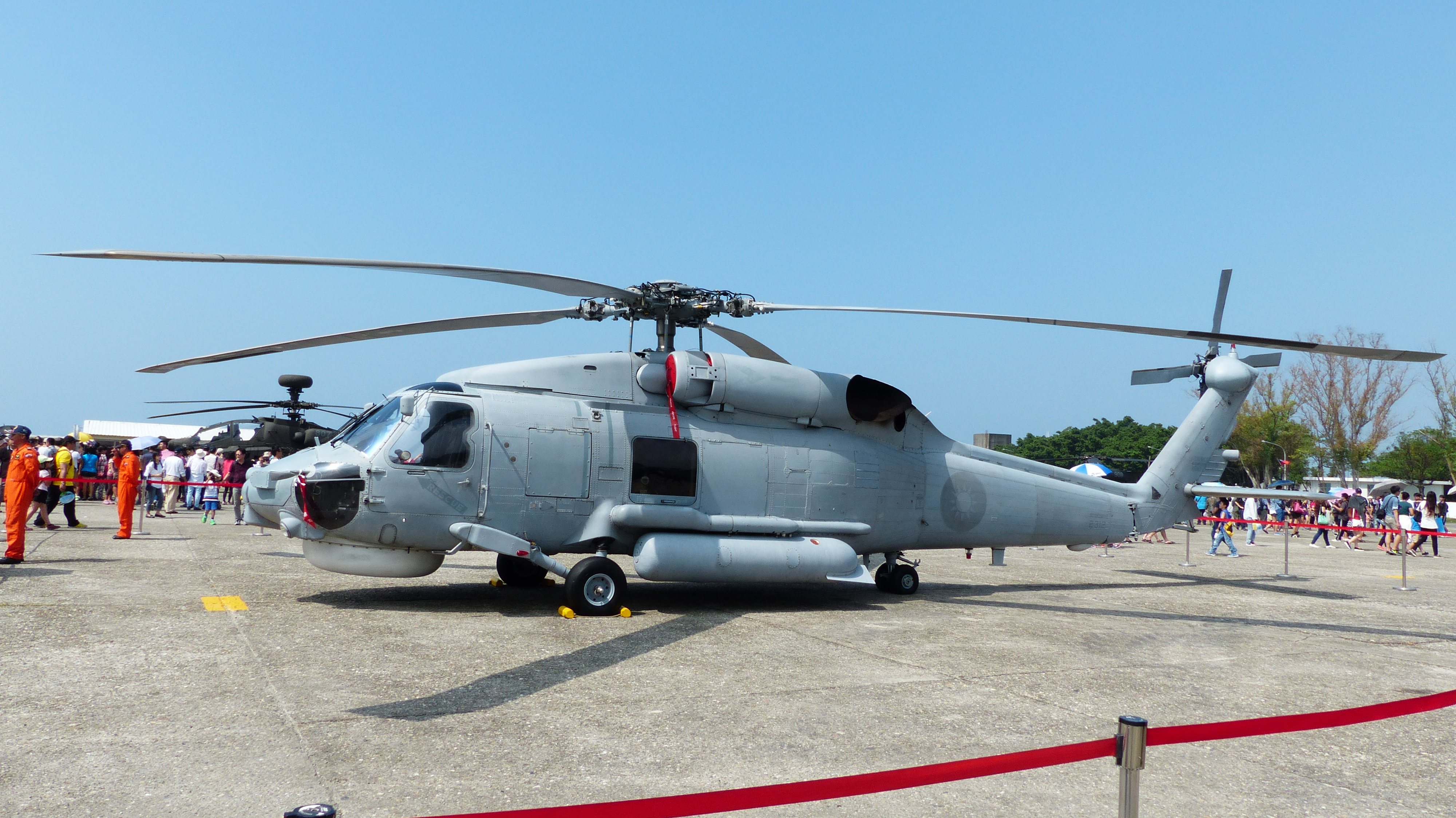
中華民國海軍S-70C(M)-1/2。

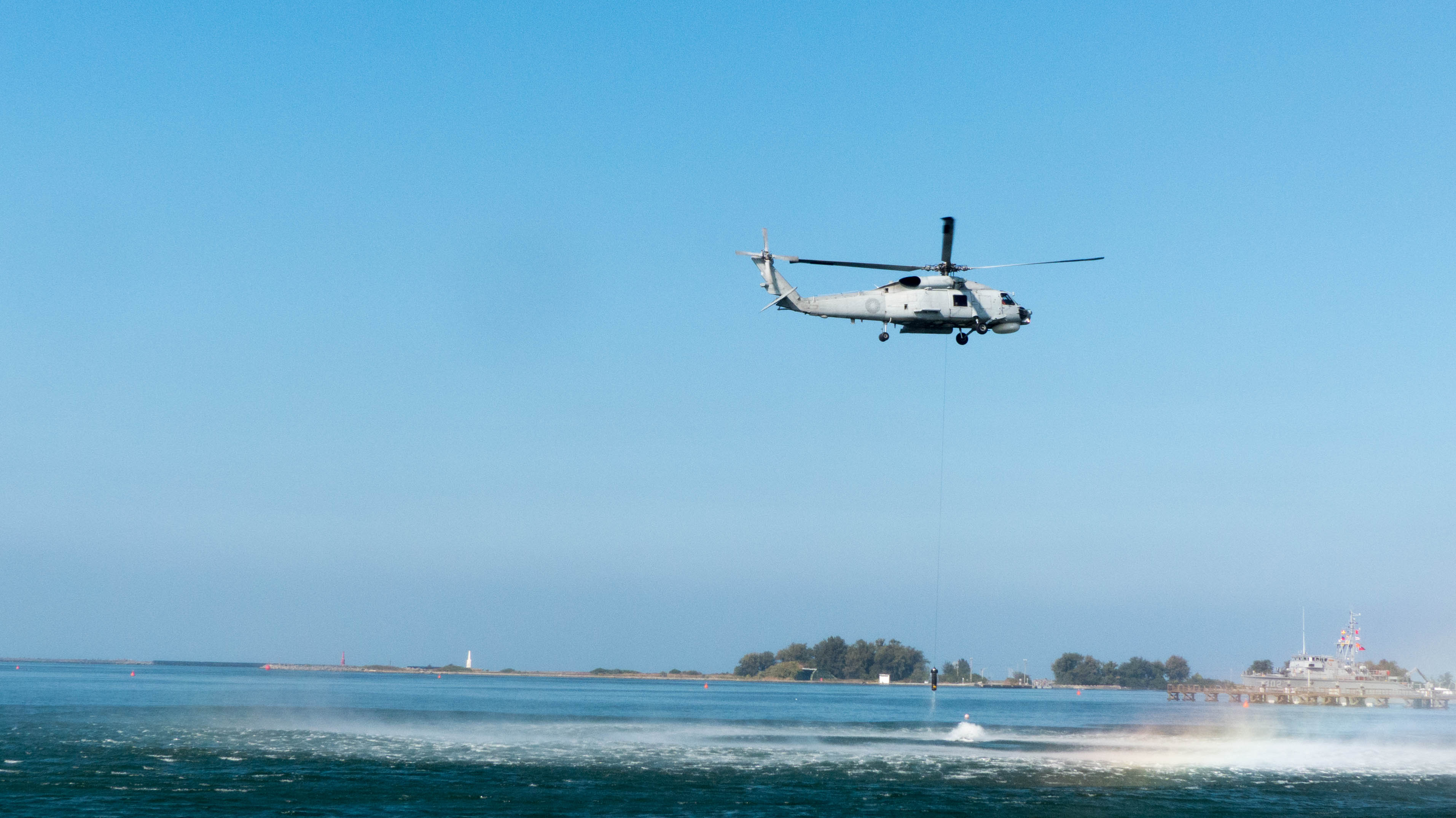
示範使用升降式聲納反潛的中華民國海軍S-70C(M)-1/2。

- S-70B-1：美國為西班牙海軍訂製的反潛機訂購編號。
- S-70B-2：美國為澳洲海軍訂製的反潛機訂購編號，SH-60F反潛直升機的延伸出口型。
- S-70B-3：美國為日本海上自衛隊訂製的反潛機訂購編號，也稱為SH-60J。

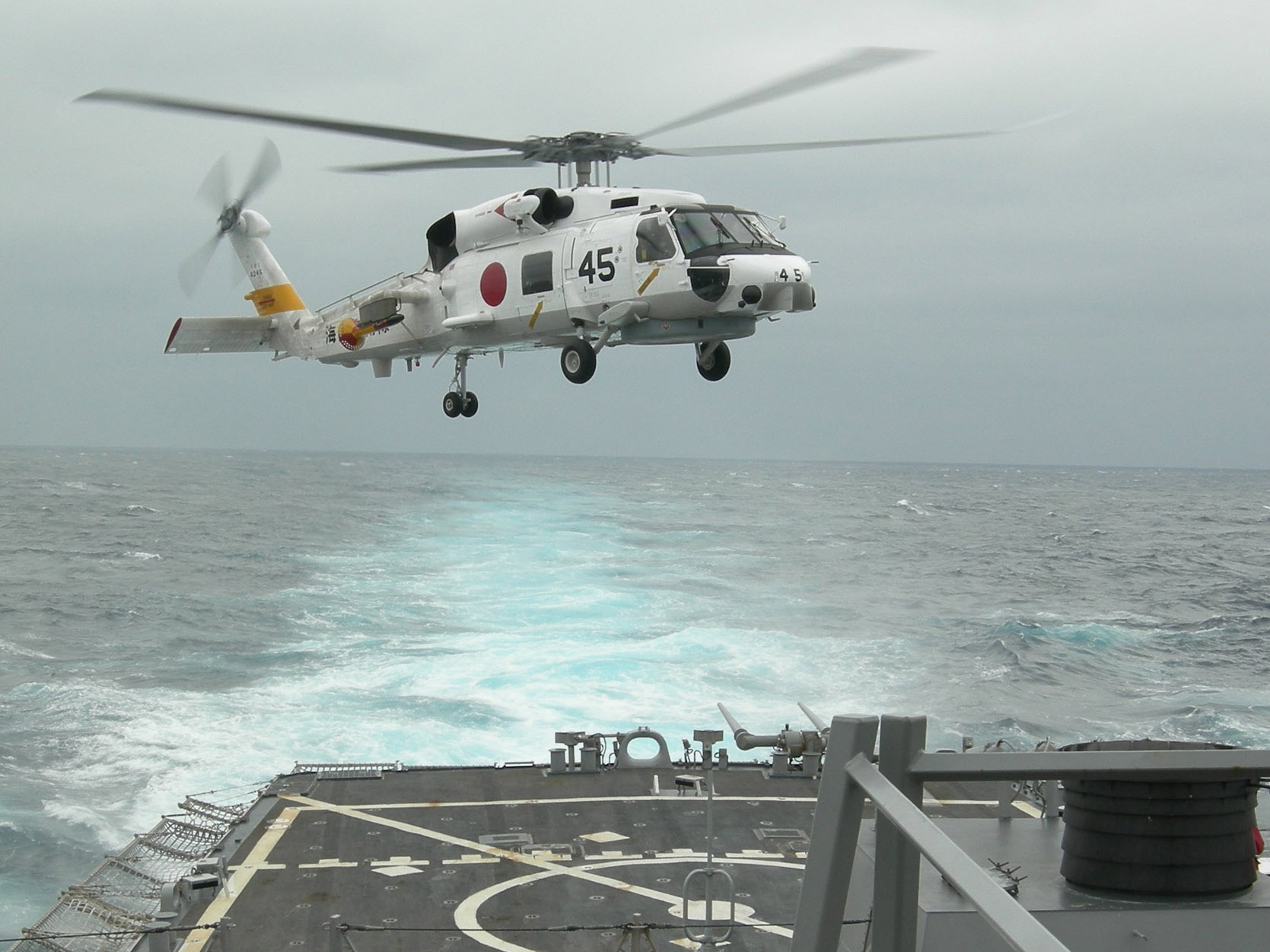
一架日本海上自衛隊S-70B-3/SH-60J降落在美國海軍拉塞爾號驅逐艦。

- S-70B-6：美國為希臘海軍訂製的反潛機訂購編號，基於中華民國海軍的S-70C(M)-1/2的生產版，但可裝備AGM-119企鵝反艦飛彈。

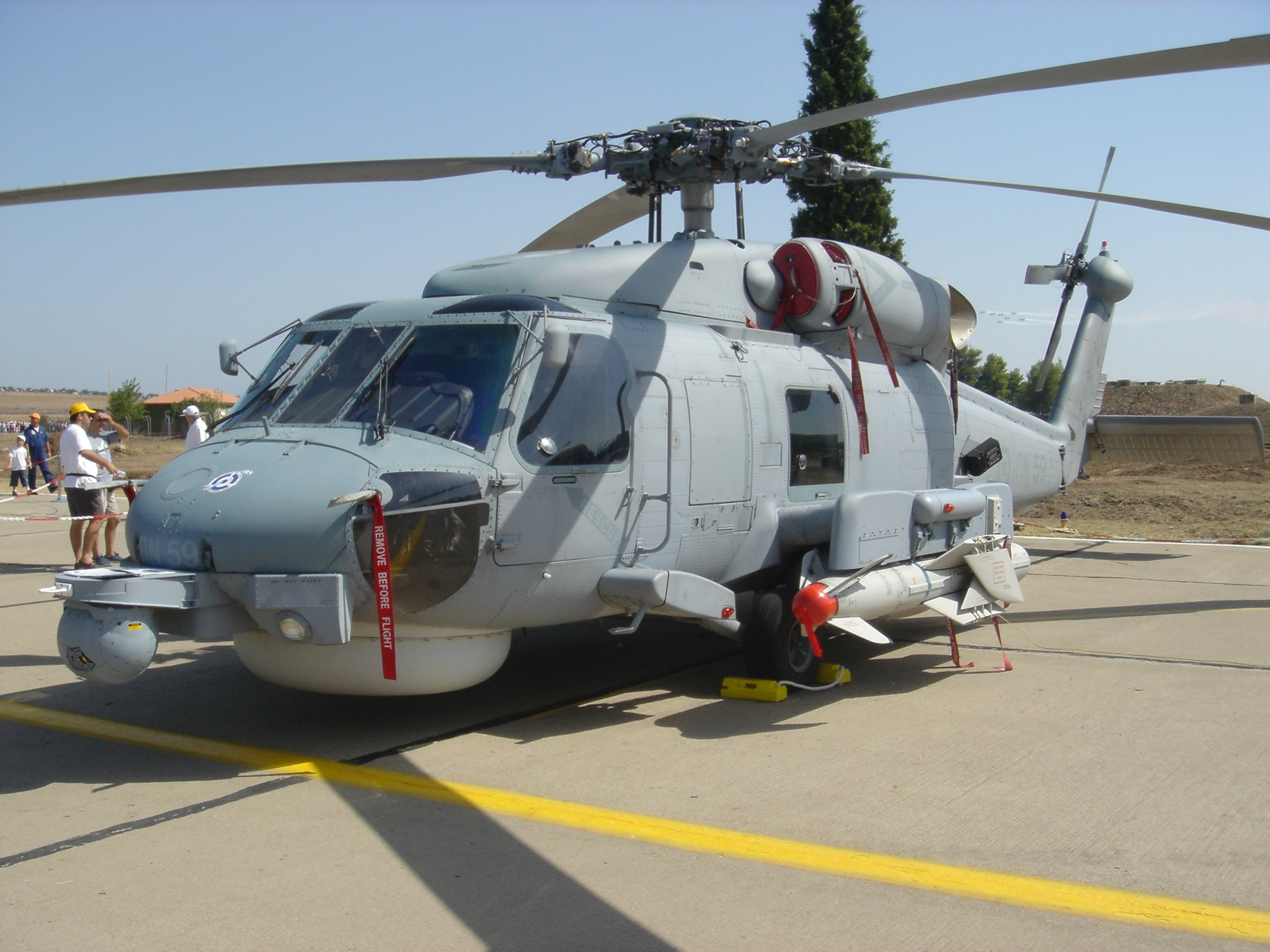
希臘海軍S-70B-6愛琴海鷹式反潛直升機，機上裝備AGM-119企鵝反艦飛彈。

- S-70B-7：美國為泰國皇家海軍訂製的訂購編號。
- S-70B-28：美國為土耳其海軍訂製的訂購編號。

## 用戶
塞考斯基公司在防務市場上出口了S-70（UH-60）的設計，因此，除美國外還有20多個國家購買了S-70。現在S-70在以下國家和地區中服役：
 希腊
 印度尼西亞
共24架塞考斯基S-70M「黑鷹」通用運輸直升機
 新加坡
共8架S-70B
 阿根廷
- Agrupación Aérea Presidencial

- 澳大利亚皇家空军
- 澳大利亚皇家海军

 奥地利
 巴林
 巴西
 
 智利
 中华人民共和国
- 中國人民解放軍陆军：24架S-70C-2

 哥伦比亚
 埃及
 以色列
 日本
- 日本航空自衛隊
- 日本海上自衛隊

 约旦
 
 马来西亚
 墨西哥
 摩洛哥
 菲律賓
 中華民國

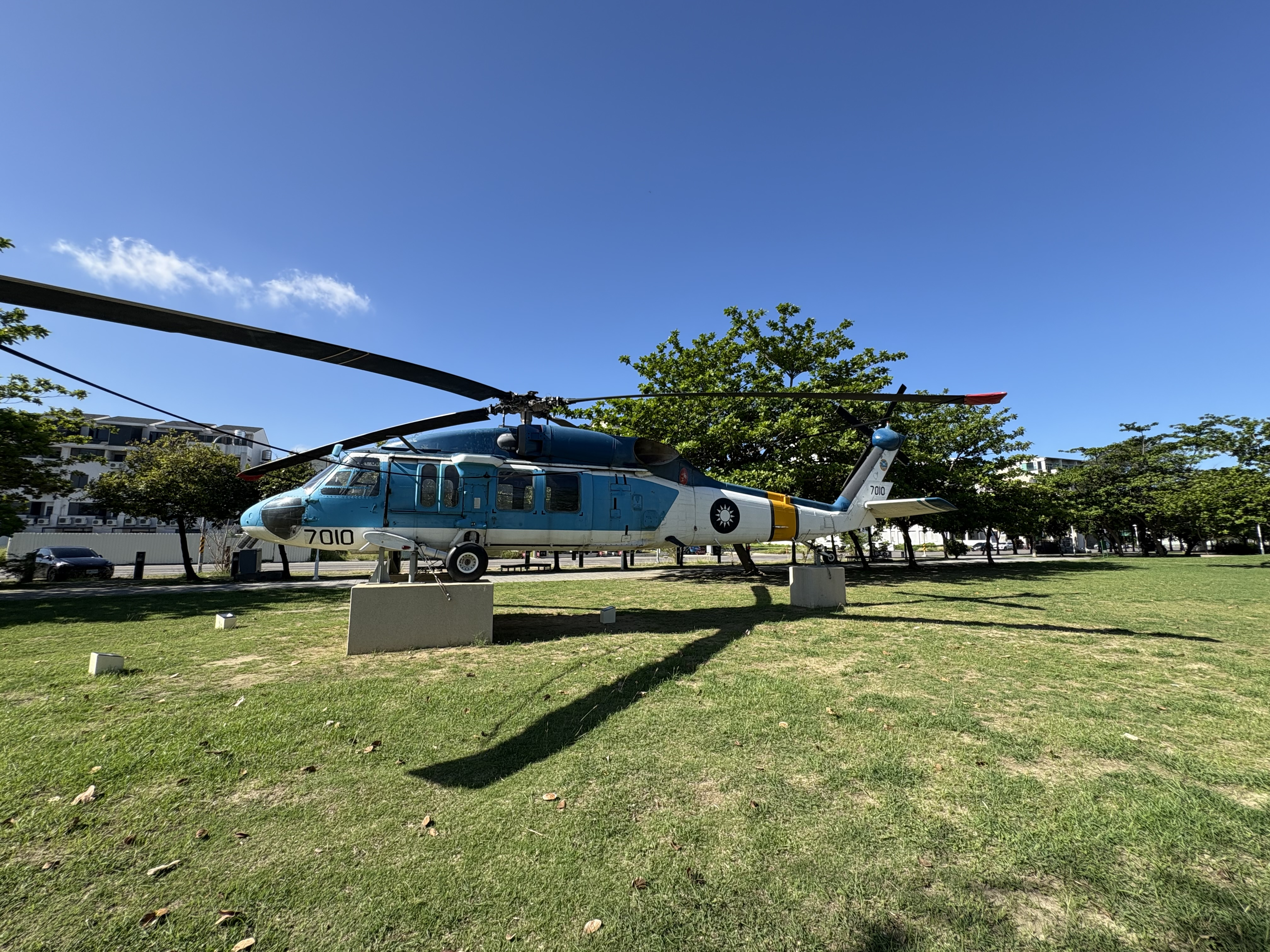
中華民國空軍S-70C-1海鷗直升機

- 中華民國空軍：1984年7月空軍與美國塞考斯基公司簽訂14架S-70C直升機的採購合約，其中包括S-70C-1行政機四架、S-70C-1A救護機十架。1986年初，空軍救護隊派遣空勤與地勤換裝人員分兩批前往美國完成換裝訓練，所有人員在同年6月陸續返台，採購的14架S-70C也在1986年7月船運抵台完成換裝任務。1995年11月5日失事墜毀一架，剩餘13架已於2020年2月14日奉令全數除役。後繼服役機種為陸軍於2010年採購、2015年交機的60架UH-60M黑鷹直升機，撥交其中的15架交給空軍使用(現存14架)、撥交15架給空勤總隊使用(現存14架)，陸軍自用30架。
此外，空軍1998年再增購S-70C-6四架，於2012年3月26日失事墜毀一架，目前剩餘三架，其中一架做為備料機。
- 空軍現存3架S-70C-6(預定退役1架作為備料機)，13架S-70C-1(已退役)[10]
- 中華民國海軍：1984年6月海軍引進成功級巡防艦，於是採購24架S-70C，並於1986年交機。空軍分配到14架S-70C-1，海軍分配到10架S-70C(M)-1反潛直升機(神鷹一型)，1990年7月19日第一批新機交給海軍使用，1991年7月30日抵台成軍，編成海軍第701反潛直昇機中隊。直到1997年，海軍再向美國增購11架S-70C(M)-2反潛直升機(神鷹二型)，2001年7月9日抵台成軍，編成海軍第702反潛直昇機中隊。其中神鷹一型是採用一般的商用發動機，神鷹二型發動機為性能較強大的T700-GE-401軍用發動機。不過，海軍分配到這21架S-70(M)反潛直升機，分別於1994、2005、2008、2022年發生四次事故，目前僅剩17架S-70C(M)反潛直升機。
- 海軍現存17架S-70C(M)-1/2(原21架，4架折損[11])

 沙烏地阿拉伯
 土耳其
 泰國
 美国
- 美國海關及邊境保衛局
- 美國緝毒局
- 美國海軍：S-70C

 香港
- 皇家香港輔助空軍：2架S-70A-27移交予政府飛行服務隊
- 政府飛行服務隊：3架S-70A-27 （页面存档备份，存于）（已退役及運返美國）

## 規格
参考资料：S-70i Brochure
基本信息
- 机组：4名飛行員
- 容量：11名士兵或6具擔架，外部可最大吊載9,000磅（4,082）貨物
- 長度：64英尺10英寸（19.76）
- 宽度：14英尺4英寸（4.37）
- 高度：17英尺6英寸（5.33）
- 空重：11,790磅（5,348）
- 总重：18,000磅（8,165）
- 最大起飛重量：22,000磅（9,979）23,500磅（10,659）
- 发动机：2台通用電氣T700-GE-701D（英语：General Electric T700）渦輪軸引擎，每台1,940匹軸馬力（1,450千瓦特）
- 主旋翼直徑：53英尺8英寸（16.36）
- 主旋翼面積：2,262.33平方英尺（210.177平方）

性能
- 最大速度：195節（224英里每小時；361每小時）
- 巡航速度：160節（184英里每小時；296每小時）
- 航程：250海里（288英里；463）with 20 minutes reserve
- 升限：20,000英尺（6,100）
- 爬升率：2,250英尺每分鐘（11.4每秒）

武器

- 2挺7.62毫米M60通用機槍、M240通用機槍或M134迷你砲機槍
- 2挺12.7毫米GAU-19加特林重機槍
- 可裝備火山佈雷系統
- 19聯裝70公厘火箭發射巢
- AGM-119企鵝反艦飛彈
- AGM-114地獄火飛彈
- AIM-92刺針空对空导弹

## 流行文化
塞考斯基S-70直升機的警用型在2015年第一人称射击游戏《战地：硬仗》（Battlefield: Hardline）中以警用運輸直升機之姿出現。

## 外部鏈結
- 黑鷹通用直升機傳奇背後的故事 （页面存档备份，存于）
- 中華民國海軍-軍武展示-航空飛行器 （页面存档备份，存于）